# Agasias, filho de Dositeu
Agasias (em grego clássico: Ἀγασίας), filho de Dositeu, foi um escultor grego do século II a.C.

## Biografia

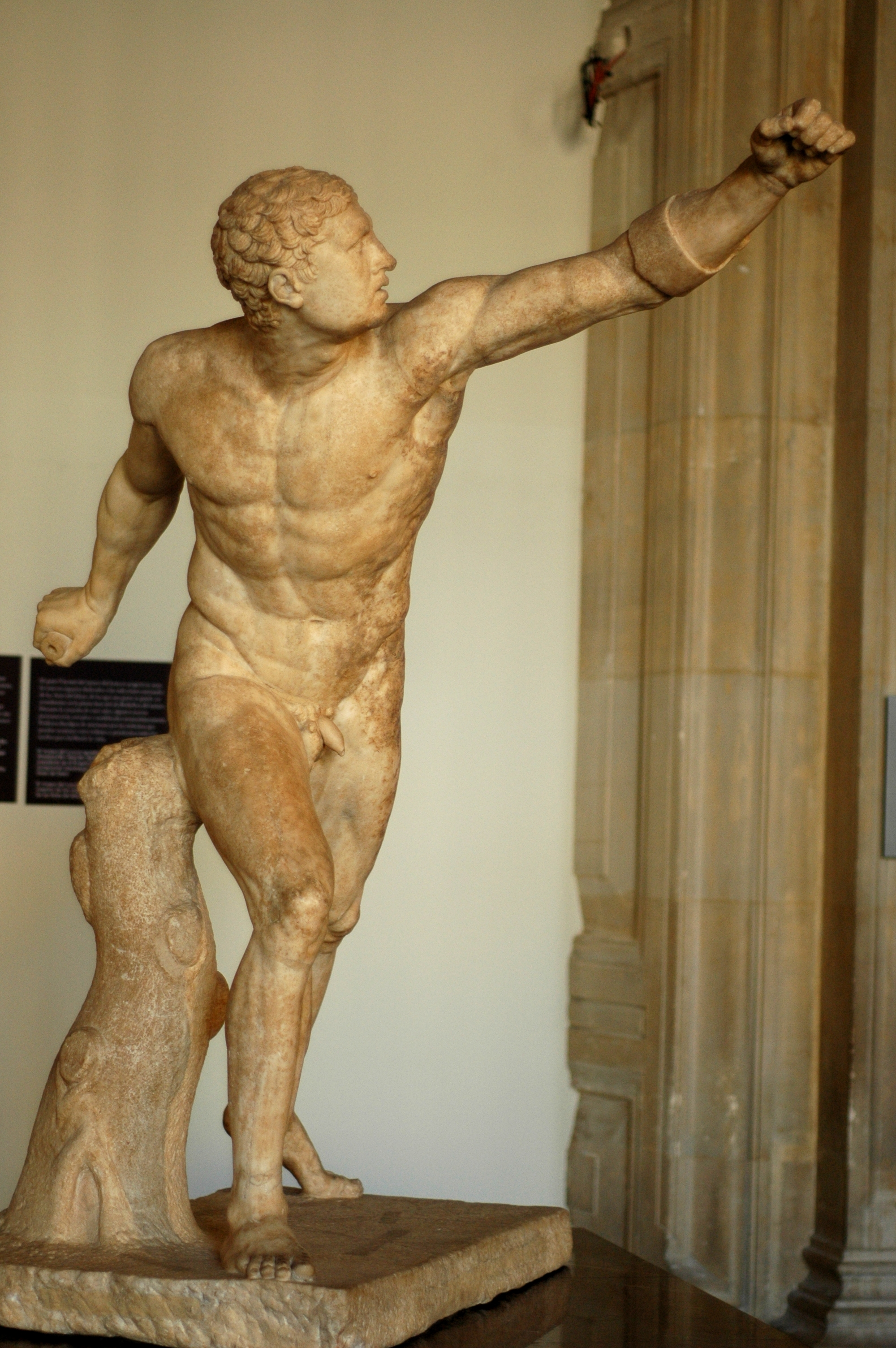
Gladiador Borghese, cópia do original grego de Agasias, Museu do Louvre

Agasias, filho de Dositeu de Éfeso, foi um escultor ativo por volta da segunda metade do século II a.C. Sua única obra remanescente é o chamado Gladiador Borghese (também conhecido como Lutador Borghese), atualmente no Museu do Louvre. É uma das poucas esculturas de mármore mais finas, finalizada somente com um cinzel de metal, sem alisar a superfície.
O ganancioso imperador Nero mandou tirar da Grécia quantas estátuas quisesse. Pausânias afirma que ele privou Delfos de quinhentos bronzes. Segundo o estudioso alemão de arte antiga, Johann Joachim Winckelmann, é possível que o Gladiador Borghese, de Agasias, estivesse entre essas estátuas, por ser descoberto em 1611 perto de Nettuno, no balneário de Anzio, o local de nascimento de Nero e sua vila, em cuja decoração o imperador gastou muito dinheiro. Pela atitude da figura, é evidente que a estátua não representa um gladiador, mas um guerreiro em luta com um combatente montado. Friedrich Thiersch conjecturou que se pretendia representar Aquiles lutando com Pentesileia.
Não temos relatos de autores antigos sobre o criador dessa estátua, mas a obra em si é um testemunho de sua genialidade. A estátua representa um guerreiro em movimento violento. Ele é um homem adulto no auge de seus poderes, com seu corpo musculoso carregando as marcas de uma vida cheia de trabalho duro. O rosto mostra que não foi idealizado, mas esculpido conforme a natureza.

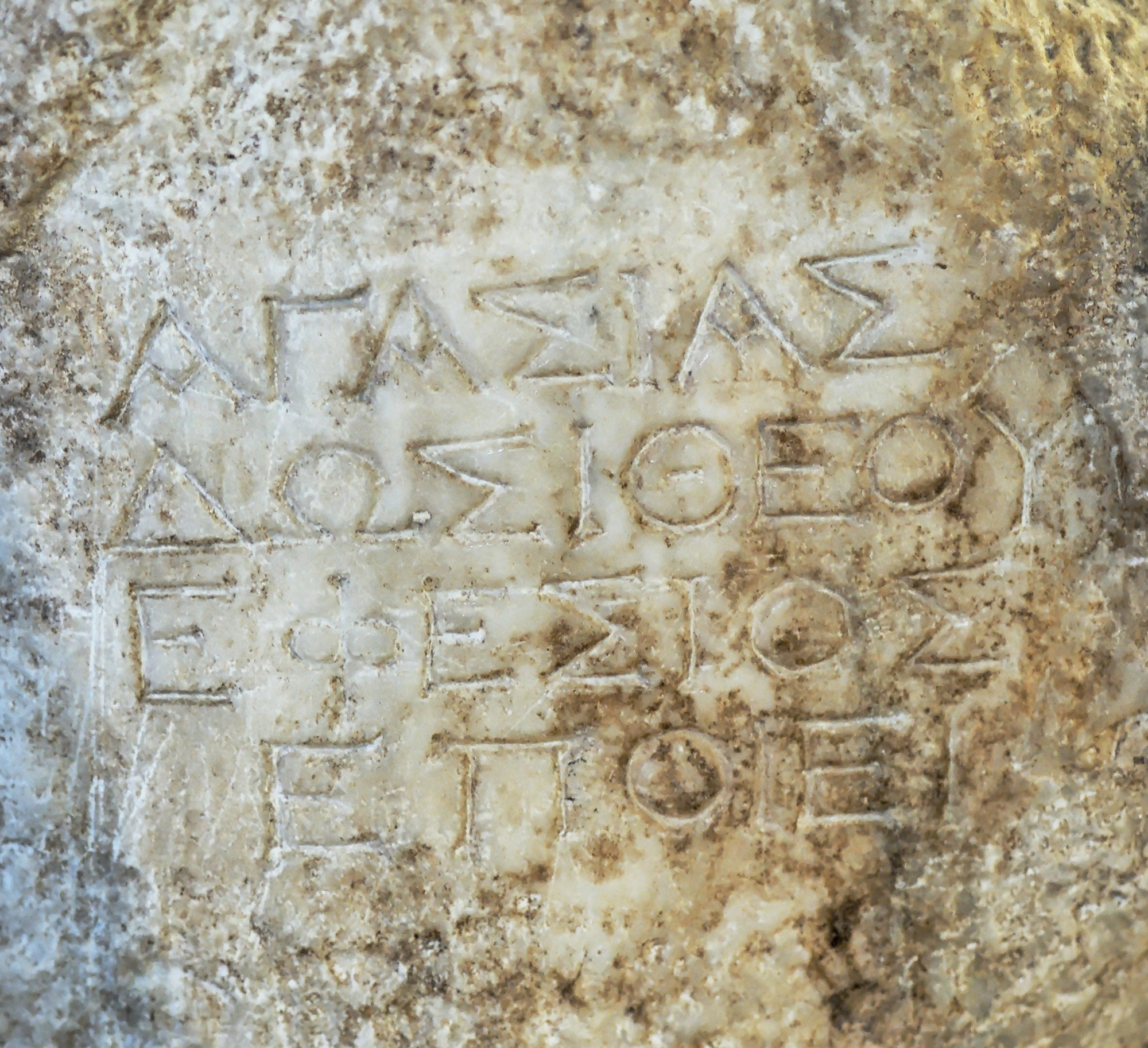
Assinatura do artista, Museu do Louvre

O único registro existente sobre o artista é a inscrição no pedestal da estátua; nem existe nenhum dado para determinar a idade em que ele viveu, exceto o estilo de arte exibida na própria obra, que os juízes competentes acham que pode não ter sido produzido antes do século IV a.C.
| ΑΓΑΣΙΑΣ ΔΩΣΙΘΕΟΥ ΕΦΕΣΙΟΣ ΕΠΟΙΕΙ | Tradução: “Agasias, filho de Dositeu, de Éfeso, me fez” |

Não está muito claro se o Agasias mencionado como pai da Heraclides é o mesmo autor da estátua Borghese, ou uma pessoa diferente.
Havia outro escultor de mesmo nome, também de Éfeso, filho de Menófilo. Ele é mencionado em uma inscrição em grego, que diz que exerceu a sua arte em Delos, enquanto a ilha estava sob a influência romana; provavelmente por volta de 100 a.C.